# Гросліттген
Гросліттген (нім. Großlittgen) — громада в Німеччині, розташована в землі Рейнланд-Пфальц. Входить до складу району Бернкастель-Віттліх. Складова частина об'єднання громад Віттліх-Ланд.
Площа — 13,20 км2. Населення становить 997 ос. (станом на 31 грудня 2020).

## Галерея

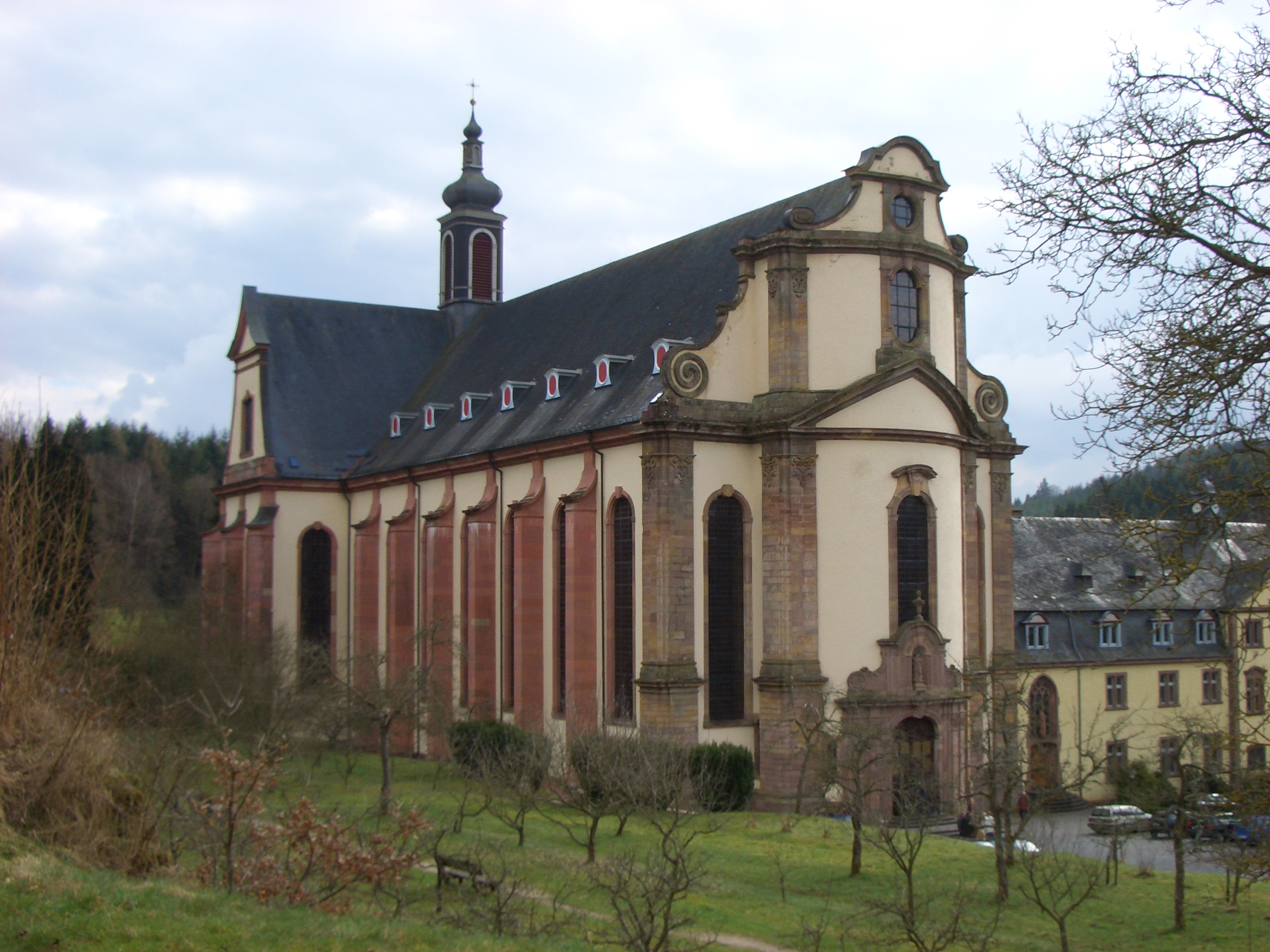